# Canindé
Canindé è un comune del Brasile nello Stato del Ceará, parte della mesoregione del Norte Cearense e della microregione di Canindé.

## Geografia fisica

### Clima
Ha una precipitazione media di 756 mm annui e mediamente una temperatura minima intorno ai 24 °C e una massima ai 32 °C.